# Fasermassenanteil
Der Fasermassenanteil {\displaystyle \psi }, auch Fasermassengehalt (FMG), ist das Verhältnis der Masse der Verstärkungsfasern zur Gesamtmasse eines Faserverbundwerkstoffs. Er berechnet sich analog zum allgemeinen Massenanteil einer zweiphasigen Mischung.
Der Fasermassenanteil ist eine wichtige Kenngröße bei kurzfaserverstärkten Thermoplasten. Sie werden oft durch den entsprechenden Fasermassenanteil gekennzeichnet z. B. PA 12 GF 25 (Polyamid 12 mit 25 % Fasermassenanteil Glasfasern). Für die mechanische Auslegung ist der Faservolumenanteil von größerer Bedeutung.

## Berechnung
Der Fasermassenanteil ist unter der Annahme, dass Lufteinschlüsse bzw. Poren vernachlässigt werden können, definiert als:
{\displaystyle \psi ={\frac {m_{f}}{m_{\mathrm {Verbund} }}}={\frac {m_{f}}{m_{f}+m_{m}}}={\frac {\varphi \cdot \rho _{f}}{\varphi \cdot \rho _{f}+(1-\varphi )\cdot \rho _{m}}}}
Hierbei steht:
{\displaystyle m_{f}=} Fasermasse (kg); {\displaystyle m_{\mathrm {Verbund} }=} Masse des Verbundstoffs (kg); {\displaystyle m_{m}=} Masse der Matrix (kg)
{\displaystyle \rho _{f}=} Faserdichte (kg/m³); {\displaystyle \rho _{m}=} Dichte der Matrix (kg/m³)
{\displaystyle \varphi =} Faservolumenanteil (%)

## Umrechnung
Sind die Dichten der beiden Komponenten bekannt und können Lufteinschlüsse bzw. Poren vernachlässigt werden, kann der Fasermassenanteil wie folgt in den Faservolumenanteil umgerechnet werden: {\displaystyle \varphi ={\frac {1}{1+{\frac {1-\psi }{\psi }}\cdot {\frac {\rho _{f}}{\rho _{m}}}}}}

## Anwendung
Der Fasermassenanteil findet z. B. in der Berechnung des Mischpreises Anwendung. Da häufig sowohl der Matrix- als auch Faserwerkstoff in Masseneinheiten gehandelt werden, ist der Fasermassenanteil die ausschlaggebende Größe. Der Mischpreis ergibt sich aus:
{\displaystyle {\frac {\mathrm {Mischpreis} }{\mathrm {Masse} }}=\psi \cdot {\frac {\mathrm {Faserhalbzeugpreis} }{\mathrm {Masse} }}+(1-\psi )\cdot {\frac {\mathrm {Matrixpreis} }{\mathrm {Masse} }}}